# Saint-Saturnin-du-Bois
Saint-Saturnin-du-Bois là một xã trong tỉnh Charente-Maritime trong vùng Nouvelle-Aquitaine, tây nam nước Pháp. Xã Saint-Saturnin-du-Bois nằm ở khu vực có độ cao trung bình 50 mét trên mực nước biển.